# الهدايا (ألبوم)
الهدايا هو ألبوم للمغني راشد الماجد صدر سنة 2003.

## أغاني الألبوم

### الهدايا
من كلمات أنور المشيري وتلحين محمد الدوسري وتوزيع سيروس
اعذريني يالهدايا.. لو هملتك بالزوايا
ماني متحمل اشوفك.. واللي جابك مو معايا
اللي جابك وينه عني.. يا ترى زعلان مني
ما درى اني في غيابه.. كم شكيته للمرايا
راح وخلاني لحالي.. شفت ويش سوى في حالي
خبريني ويش اسوي.. لو عشق قلبه سوايا
قولي لو هو حب غيري.. وش يكون اسمه مصيري
غير اموت انا فمكاني.. واترك الدنيا ورايا.

### العيون
من كلمات غازي السعدي وتلحين مهند محسن وتوزيع شاكر حسن.
سود العيون كبار والشامة حلوه.. شايل جمال الكون وباليني بلوه
هالعيون اشلون املها.. سحر ذوبني بغزلها
بوسه من عندك حبيبي.. تسوى عندي الدنيا كلها
ياضوى عيوني وحياتي.. قلب أقدم لك هديه
اطلب اش ما ردت مني.. قول واتدلل عليّ
أنت مني وانا منك.. مستحيل ابتعد عنك
ابتسم يا بعد عمري.. ضحكتك ماكو مثلها
ذاب قلبي بالمحبة.. لا تظن عنك اتوب
طيّرت عقلي بغرامك.. ياما ذوبت القلوب
أنت حبي نبض قلبي.. بس تعال شويه قربي
يا اعز إنسان عندي.. وأغلى من هالناس كلها

### من يقول
من كلمات عبد الله بودله وتلحين محمد بودله وتوزيع سيروس.
من يقول اني لغيرك.. انا لك ماني لغيرك
انا متعلق مصيري.. يا حبيبي في مصيرك
خلهم يحكون فيا.. مهما هم قالوا عليا
أنت منهم وش عليك.. وانا منهم وش عليا
ودهم بس يتعبونك.. وعن عيوني يبعدونك
حاولوا ادري كثير.. بس صعبه يوصلونك
أنت أكبر منهم.. وما اصدق حكيهم
زيديني حب وغرام.. يالله اضحك غيضهم

### ما اتصلتي
من كلمات مجتبى شاكر وتلحين حسن عبد الله وتوزيع سيروس.
ما اتصلتي ما سألتي.. ولا قلتي فلان شخباره
ما سهرتي ما تعبتي.. وما وصلتي لعتبت داره
وينك عني وينك.. ودي بشوفت عينك
انا مالي غيرك انتي هوا.. ولا غيرك لجروحي دوا
كاني غالي لي تعالي.. قبل حالي لا تذبل ازهاره
يا حنيني اللي فيني.. وعلى عيني تبين آثاره
ما عشقتي ولا ذقتي.. ما احترقتي بالهوا وناره
لو تجيني انسى ويلي.. وفيك ليلي تنور انواره.. ولا قلتي فلان شخباره

### غلاها
من كلمات محمد الخميساني وتلحين فايز السعيد وتوزيع علي المسافر.
غلاها يأكبر عندي غلاها.. عشقها القلب ولخاطر هواها
تولعت بهواها دون مدري.. وباع الناس قلبي واشتراها
تلاشى البدر من طلعت ضياها.. جمال الكون كله في سناها
بديت اغار من نفسي عليها.. واغار من العيون اللي تراها
إلاه العرش بالحسن انتقاها.. يحق لها بطلعتها تتباها
عليها من الدلع نظرات تأسر.. اشوف القلب ما يصبر بلاها
معاها بهجة ايامي معاها.. رضاها غاية النفس ومناها
عساها ترحم بحبٍ متيم.. شفا المجروح كله في لقاها

### لك بعد عين
من كلمات عبد الرحيم السيد الهاشمي وتلحين أحمد الهرمي وتوزيع محمد صالح.
لك بعد عين نتواجه.. أو تشوف عيوني فيها
أنت ما خليت حاجه.. اغفر ذنوبك عليها
اختلف قلبك وقلبي.. من بعد ذاك الوفا
صار دربك غير دربي.. وانتى عهد الصفا
مهما في الدنيا يصير.. الوفي يبقى وفي
واللي في حبه كبير.. ما يهزه أي شي
ما بتشفع لك دموعك.. أنت من قلبي انتهيت
ما كسر قلبي خضوعك.. لو ترجيت وبكيت

### بخيل
من كلمات سعود بن عبد الله وتلحين طلال مداح وتوزيع شاكر حسن.
يا بخيل في هواك.. من يشاور ما عطاه
ولو يموتني غلاه.. الغلا ماهو خطاه
دايم ادور رضاه.. لك عيوني تنعطى
الامل سامر جفاك.. وجرح ظنوني البطى
يا دفا وينه دفاك.. صار لي بردي غطا
ينحرق شوق وهلاك.. من على جمرك وطى
قلبك الليلة معاك.. حبك بقلبي سطى
صاحبي شاور تراك.. بالبخل كل العطى

### غلطة الأيام
من كلمات ناصر وتلحين عبد الرب إدريس وتوزيع شاكر حسن.
غلطة الايام احنا ما غلطنا.. كنا مشتاقين يوم انا افترقنا
كلنا ملهوف واحزانه كبيره.. العيون تشوف وإيدينا قصيره
لعبة الاقدار تلعب في هوانا.. والزمن غدار ما يحفظ أمانه
هذا شي معروف من يملك مصيره.. العيون تشوف وايدينا قصيره
يا حبيبي وين كنا وانتهينا.. صار دمع العين يتحسر علينا
الزمان سيوف وجروحه كثيره.. العيون تشوف وإيدينا قصيره

### غرشوب
من كلمات حمد بن سهيل الكتبي وتلحين موسى محمد وتوزيع محمد صالح.
حبيت غرشوب ولعني ولوعني.. واسقاني الحب في كاسه واشقاني
دلوع مدري وش اللي فيه مولعني.. كل ما تركته اعود لدنيته ثاني
ان قال احبك يحاول ما يسمعني.. يلعب بأعصاب قلبي بس يهواني
لكنه ساعه يدلعني يدلعني.. ويقول احبك وميت فيك يا فلان
ما شي في الكون عن شوفته يمنعني.. إلا النظر لو يفارق مقلة أعياني
من دون ما اشعر له الاشواق تدفعني.. واظن حتى بحلم النوم يلقاني
حسن الغراشيب لو فتان ما يعني.. بالنسبة لي شي غيره نقوت اوطاني
حبيب قلبي انا غرشوب لوعني.. ما انساه لحظه ولا هو لحظه ينساني

### توصي شي
من كلمات مساعد الشمراني وتلحين وتوزيع أحمد الهرمي.
توصي شي انا بكره مسافر... وابي الليلة اسافر قبل باكر
ولكن قبل ما ارحل ودي تعرف... ترا موتي ولا موت المشاعر
توصي شي توصي شي توصي شي انا بكره مسافر
انا رتبت جرحي مع ثيابـي... واخذت احزاني وآلامي تذاكر
يروح العمر وما راحت همومي... صحيح اللي يقول الهم كافر
توصي شي توصي شي توصي شي انا بكره مسافر
خسارة أنت والدنيا عليا... تكابر والزمن مثلك يكابر
حبيبي كل من حولي ظلمني... وتبغاني بعد هذا ما اسافر
توصي شي توصي شي توصي شي انا بكره مسافر.